# Club Deportivo Heidelberg
Il Club Deportivo Heidelberg è una società pallavolistica femminile spagnola con sede a Las Palmas de Gran Canaria: milita nel campionato di Superliga Femenina de Voleibol.

## Storia
Il Club Deportivo Heidelberg viene fondato nel 1991. Dopo varie partecipazioni ai campionati nelle serie minori, nella stagione 2020-21 debutta nella Superliga 2 Femenina de Voleibol; nell'annata successiva, grazie alla vittoria del campionato, ottiene la promozione in Superliga Femenina de Voleibol, dove esordisce nella stagione 2022-23.
Nella stagione 2024-25, oltre a partecipare per la prima volta a una competizione internazionale, la WEVZA Cup, dove arriva fino alla finale, battuto dalla Roma Club e a raggiungere la finale nella Coppa della Regina, sconfitto dal Ciutadella, vince il suo primo trofeo, ossia lo scudetto.

## Rosa 2024-2025
| N° | Nome               | Ruolo | Data di nascita  | Nazionalità sportiva |
| -- | ------------------ | ----- | ---------------- | -------------------- |
| 1  | Mireia Guilabert   | P     | 21 gennaio 2000  | Spagna               |
| 2  | Candela Bernardino | S     | 5 agosto 2004    | Spagna               |
| 3  | Dayana Segovia     | O     | 24 marzo 1996    | Colombia             |
| 4  | Lola Hernández     | C     | 12 luglio 2003   | Spagna               |
| 7  | Adriani Vilvert    | C     | 26 aprile 1993   | Brasile              |
| 8  | Sofía Tummino      | S     | 20 dicembre 2000 | Spagna               |
| 9  | Patricia Aranda    | P     | 27 giugno 1979   | Spagna               |
| 10 | Blanca Martínez    | C     | 28 marzo 2000    | Spagna               |
| 13 | Claudia Hernández  | L     | 6 dicembre 1996  | Spagna               |
| 14 | Camila Hiruela     | S     | 1º febbraio 1997 | Argentina            |
| 16 | Winderlys Medina   | S     | 2 aprile 1998    | Venezuela            |
| 17 | Agostina Menegozzo | S     | 18 dicembre 2006 | Spagna               |
| 27 | Ana Escamilla      | S     | 10 luglio 1998   | Spagna               |

## Palmarès
- Campionato spagnolo: 1

2024-25